# リカート・ローラント・ホルスト
リカート・ローラント・ホルスト（Richard Nicolaüs (Rik) Roland Holst、1868年12月4日 - 1938年12月31日）は、オランダの画家、イラストレーター、版画家である。イギリスのウォルター・クレインやウィリアム・モリスのアーツ・アンド・クラフツ運動に影響受けた活動をした。有名な詩人で社会主義の思想家、運動家のヘンリエッテ・ローラント・ホルスト（Henriette Roland Holst: 1869–1952）の配偶者であった。

## 略歴
アムステルダムの実業家の息子に生まれた。1885年から1890年までアムステルダムの国立美術学校(Rijksakademie van beeldende kunsten)で学んだ。1896年1月16日に裕福な公証人の娘で、すでに詩人として知られていたヘンリエッテ・ファン・デル・シャルクと結婚した。妻のヘンリエッテはオランダの社会主義政党の「社会民主主義労働者党（Sociaal-Democratische Arbeiderspartij」の創立者の一人であるフランク・ファン・デル・フース（Franc van der Goes: 1859–1939)の友人であり、マルクスの「資本論」を読み社会主義の活動家として働くことになり、リカート・ローラント・ホルストも社会主義者として活動した。
リカート・ローラント・ホルストはイギリスのウィリアム・モリスらのアーツ・アンド・クラフツ運動に影響受け、木版画やポスター、妻の詩集の活字デザインもした。労働組合の事務所や裁判所の装飾画や、ユトレヒトのドム教会のステンドグラスのデザインもした。
1918年からアムステルダムの国立美術学校で教えはじめ、1926年から亡くなるまで校長を務めた。

## 作品

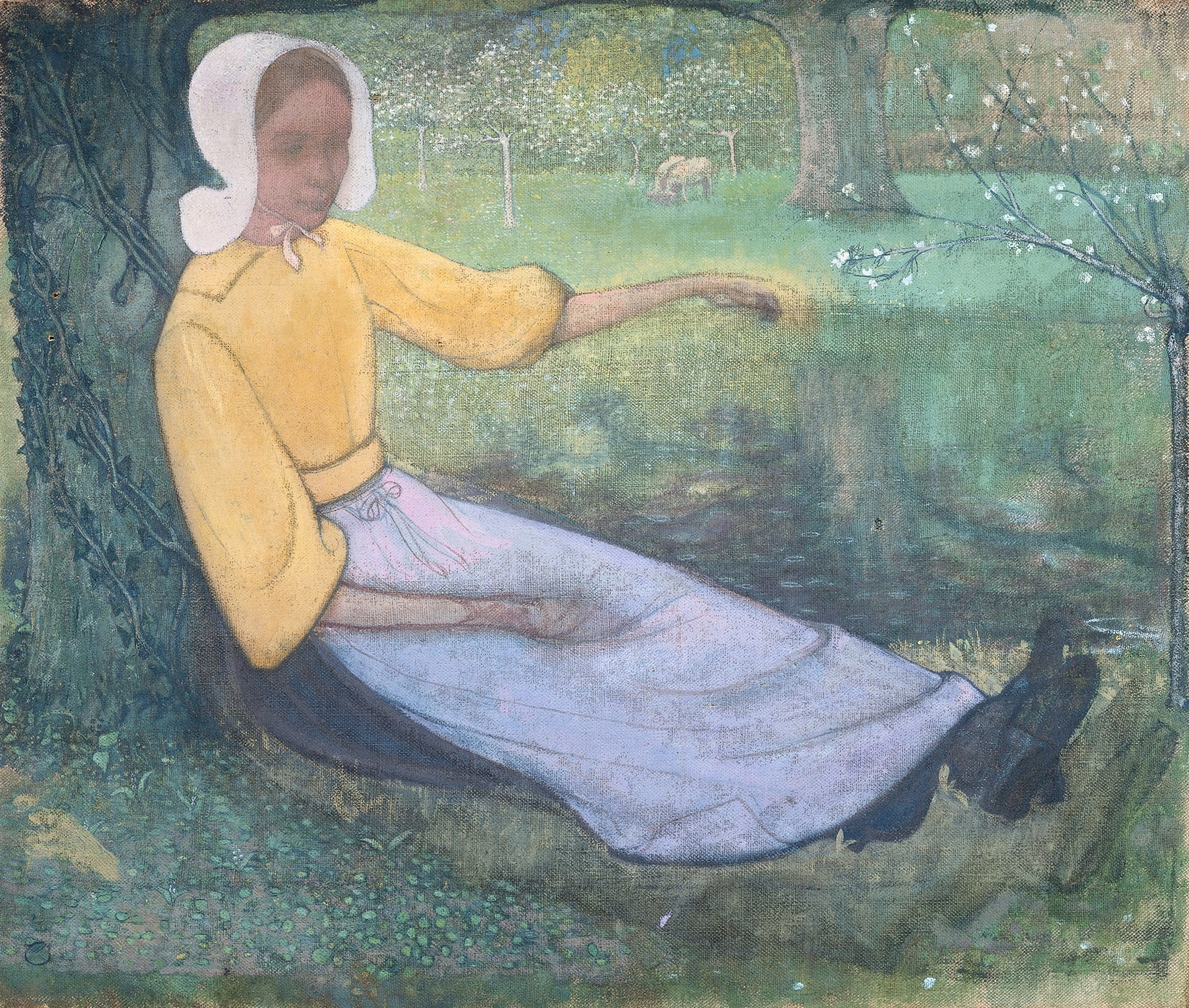
木の下のホイゼンの少女(1892/1893) アムステルダム国立美術館
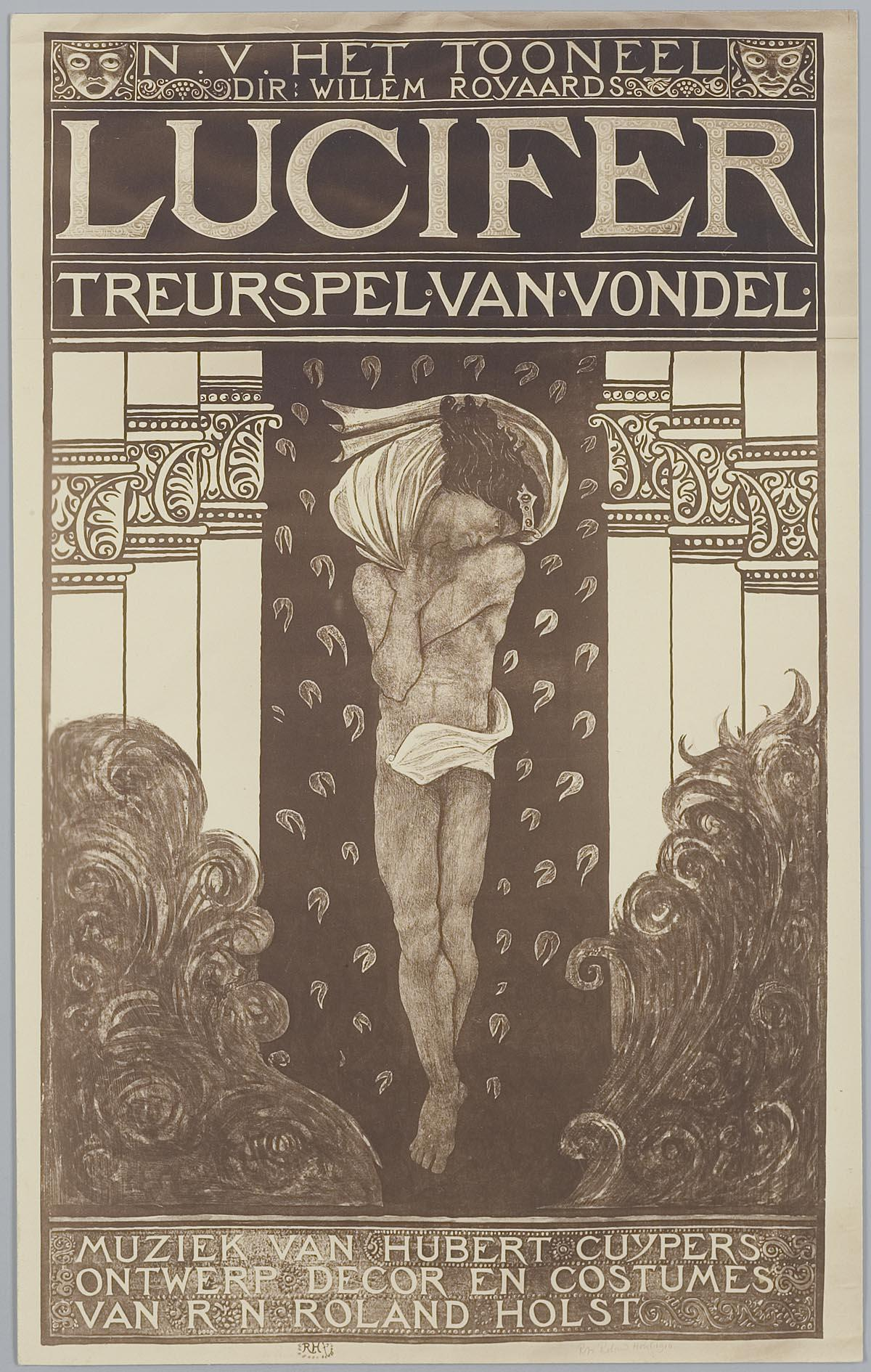
劇の公演のポスター (1910)
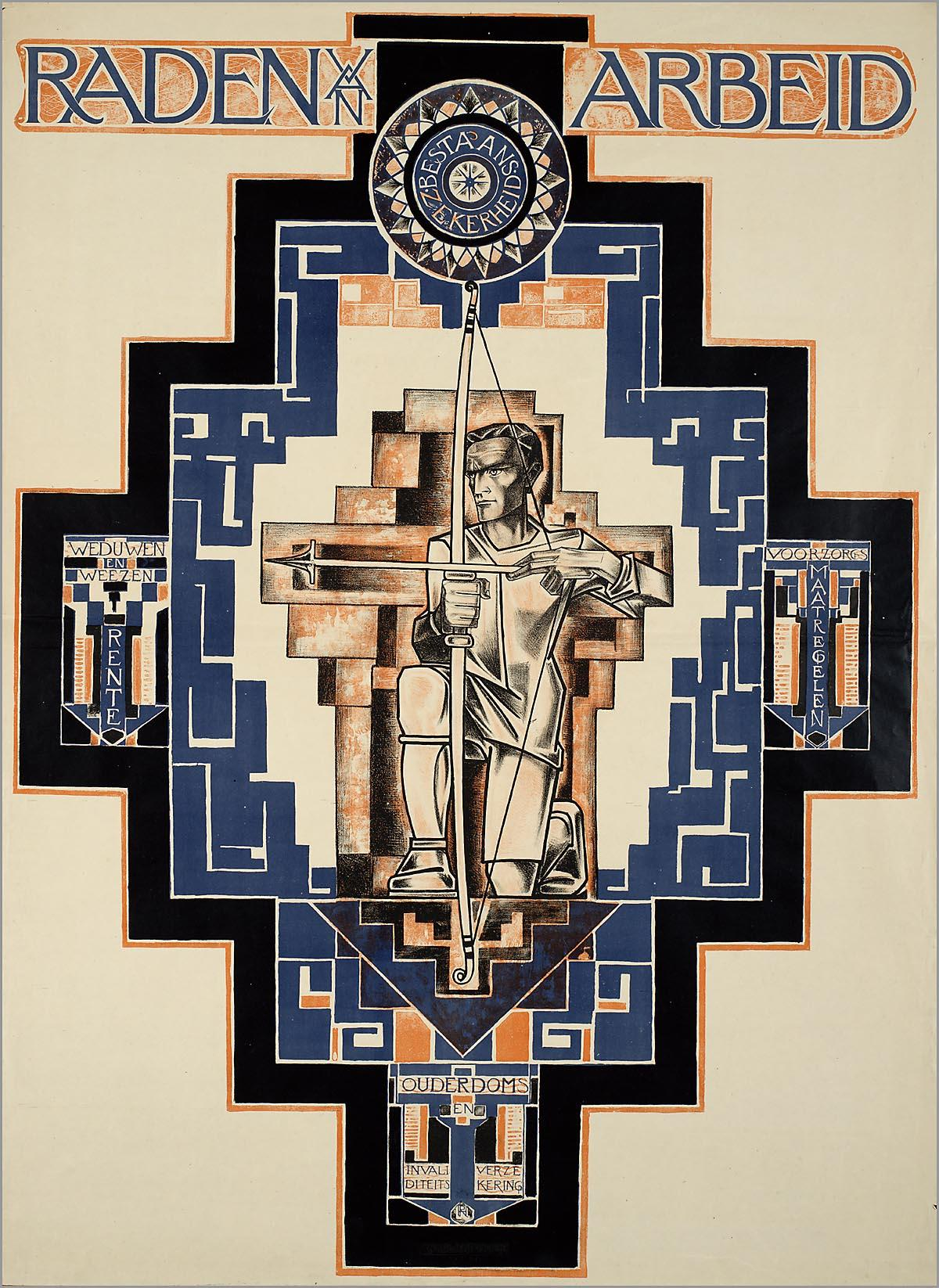
政党のポスター(1920)
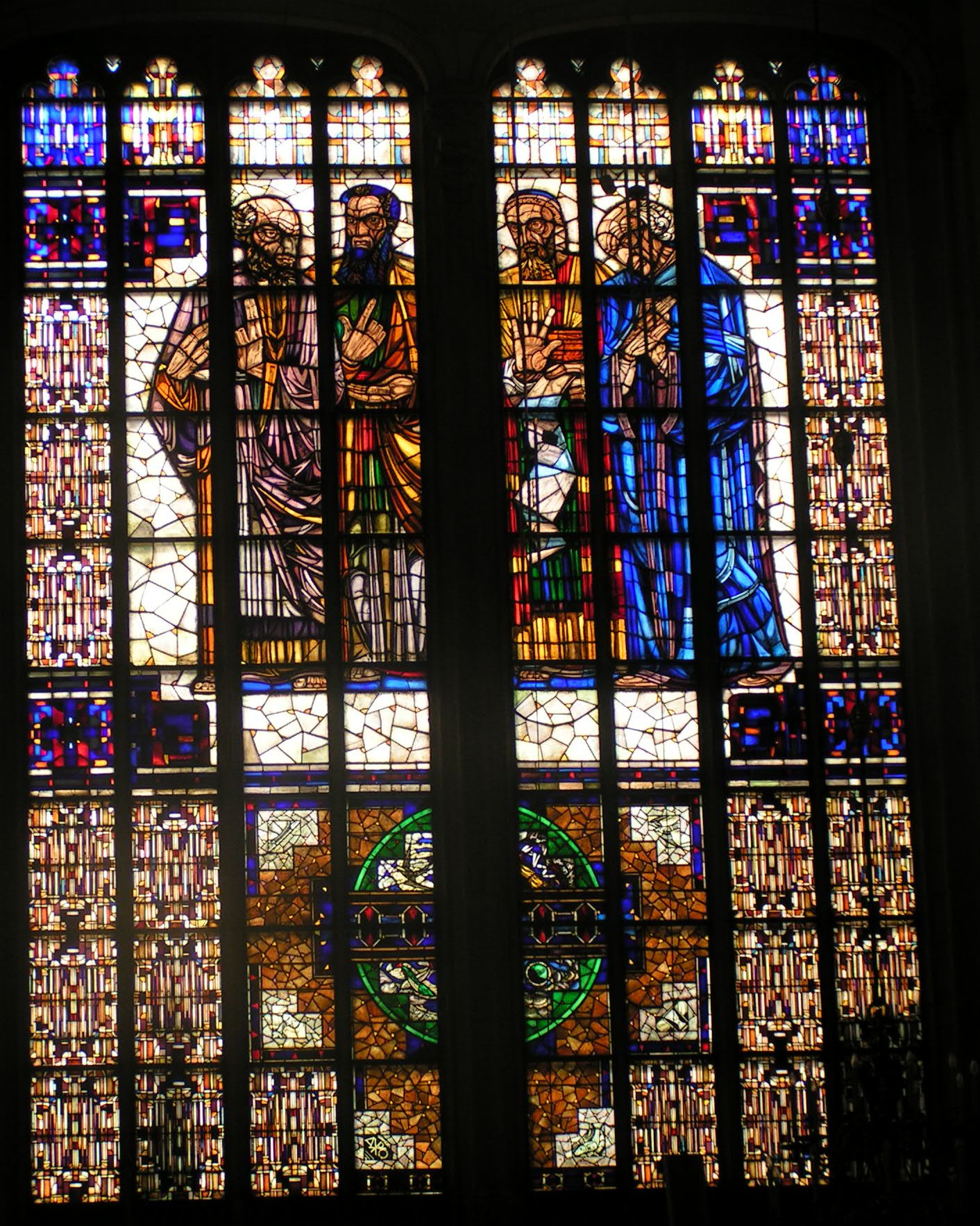
ユトレヒトのドム教会のステンドグラス